# Mercedes-Benz W212
Mercedes-Benz W212 (eller Mercedes-Benz E-klass) är en personbil, tillverkad av den tyska biltillverkaren Mercedes-Benz mellan 2009 och 2016.
Modellen presenterades på bilsalongen i Detroit i januari 2009. Modellår 2014 gjordes en omfattande facelift vilket förutom en rad tekniska uppdateringar även inkluderade exteriöra förändringar, bland annat en ny front, bakljus samt förändrad design av karossida vid bakre hjulhus.
Versioner:
| Modell       | Års- modell | Motor                      | Cylinder- volym | Effekt      | Bränsle- system                       |
| ------------ | ----------- | -------------------------- | --------------- | ----------- | ------------------------------------- |
| E200 CDI     | 2009-16     | OM651: 4-cyl radmotor dohc | 2143 cm³        | 136 hk      | Common rail turbodiesel               |
| E220 CDI     | 2009-16     | OM651: 4-cyl radmotor dohc | 2143 cm³        | 163-170 hk  | Common rail turbodiesel               |
| E250 CDI     | 2009-16     | OM651: 4-cyl radmotor dohc | 2143 cm³        | 204 hk      | Common rail turbodiesel               |
| E300 CDI     | 2010-16     | OM642: 6-cyl V-motor dohc  | 2987 cm³        | 204-231 hk  | Common rail turbodiesel               |
| E350 BlueTec | 2009-13     | OM642: 6-cyl V-motor dohc  | 2987 cm³        | 258 hk      | Common rail turbodiesel               |
| E350 CDI     | 2009-10     | OM642: 6-cyl V-motor dohc  | 2987 cm³        | 231 hk      | Common rail turbodiesel               |
| E200 CGI     | 2009-12     | M271: 4-cyl radmotor dohc  | 1796 cm³        | 184 hk      | Direktinsprutning, turbo              |
| E250 CGI     | 2009-12     | M271: 4-cyl radmotor dohc  | 1796 cm³        | 204 hk      | Direktinsprutning, turbo              |
| E300         | 2009-16     | M272: 6-cyl V-motor dohc   | 2996 cm³        | 231-245 hk  | Bränsleinsprutning                    |
| E350         | 2009-13     | M272: 6-cyl V-motor dohc   | 3498 cm³        | 272 hk      | Bränsleinsprutning                    |
| E350 CGI     | 2009-11     | M272: 6-cyl V-motor dohc   | 3498 cm³        | 292 hk      | Direktinsprutning                     |
| E500         | 2009-11     | M273: 8-cyl V-motor dohc   | 5461 cm³        | 388 hk      | Bränsleinsprutning                    |
| E63 AMG      | 2009-11     | M156: 8-cyl V-motor dohc   | 6208 cm³        | 525 hk      | Bränsleinsprutning                    |
| E350 CDI     | 2011-16     | OM642: 6-cyl V-motor dohc  | 2987 cm³        | 252-265 hk  | Common rail turbodiesel               |
| E300         | 2011-14     | M276: 6-cyl V-motor dohc   | 3498 cm³        | 252 hk      | Direktinsprutning                     |
| E350         | 2011-14     | M276: 6-cyl V-motor dohc   | 3498 cm³        | 306 hk      | Direktinsprutning                     |
| E400 Hybrid  | 2012-16     | M276: 6-cyl V-motor dohc   | 3498 cm³        | 306 + 27 hk | Direktinsprutad bensinmotor + elmotor |
| E500         | 2012-16     | M278: 8-cyl V-motor dohc   | 4663 cm³        | 408 hk      | Direktinsprutning, turbo              |
| E63 AMG      | 2012-16     | M157: 8-cyl V-motor dohc   | 5461 cm³        | 525-557 hk  | Direktinsprutning, turbo              |
| E300 Hybrid  | 2013-15     | OM651: 4-cyl radmotor dohc | 2143 cm³        | 204 + 27 hk | Common rail turbodiesel + elmotor     |
| E200         | 2013-16     | M274: 4-cyl radmotor dohc  | 1991 cm³        | 184 hk      | Direktinsprutning, turbo              |
| E250         | 2013-16     | M274: 4-cyl radmotor dohc  | 1991 cm³        | 211 hk      | Direktinsprutning, turbo              |
| E400         | 2013-16     | M276: 6-cyl V-motor dohc   | 3498 cm³        | 333 hk      | Direktinsprutning, turbo              |
| E63 AMG S    | 2013-16     | M157: 8-cyl V-motor dohc   | 5461 cm³        | 585 hk      | Direktinsprutning, turbo              |

## Bilder

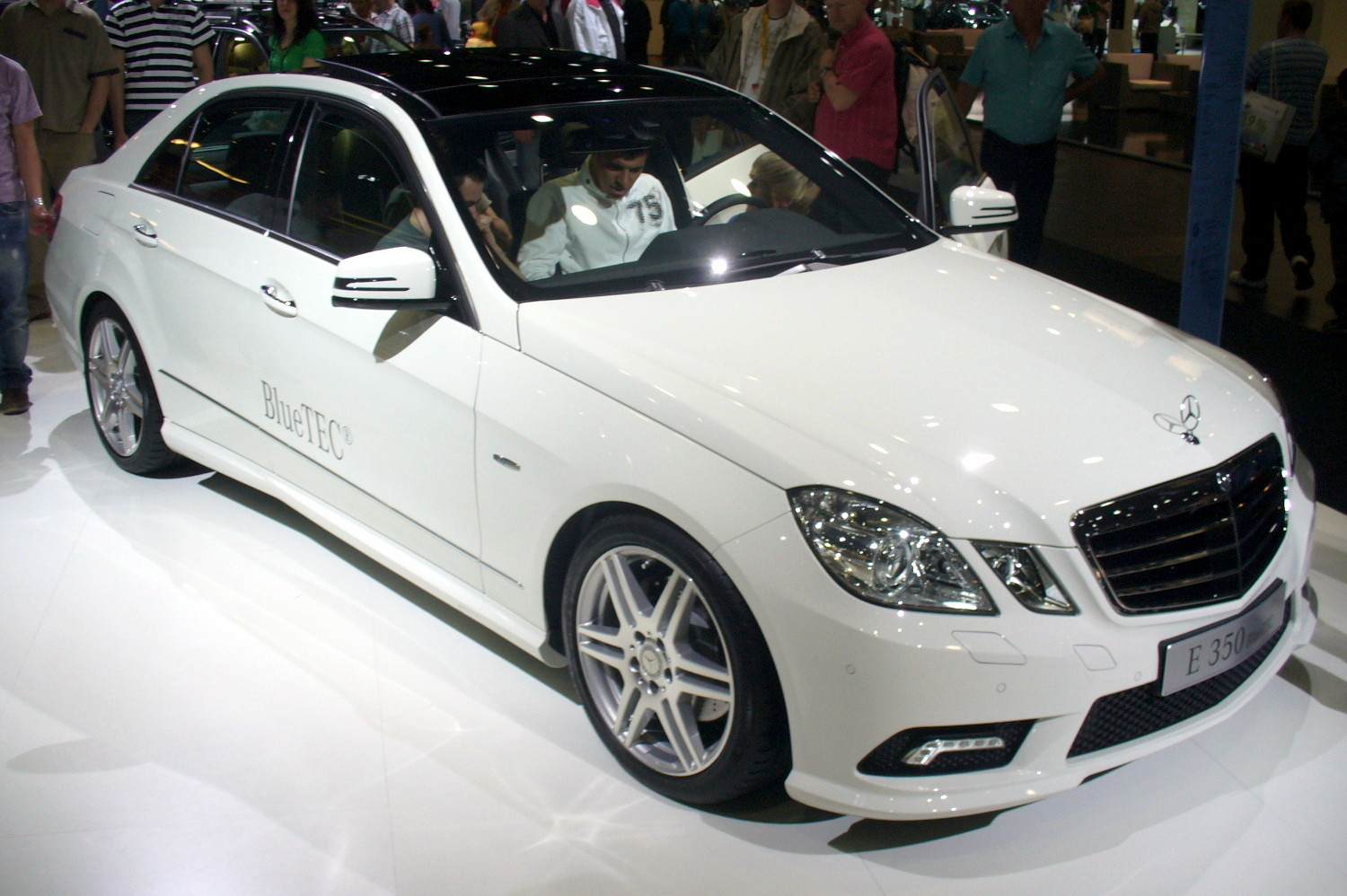
W212 sedan
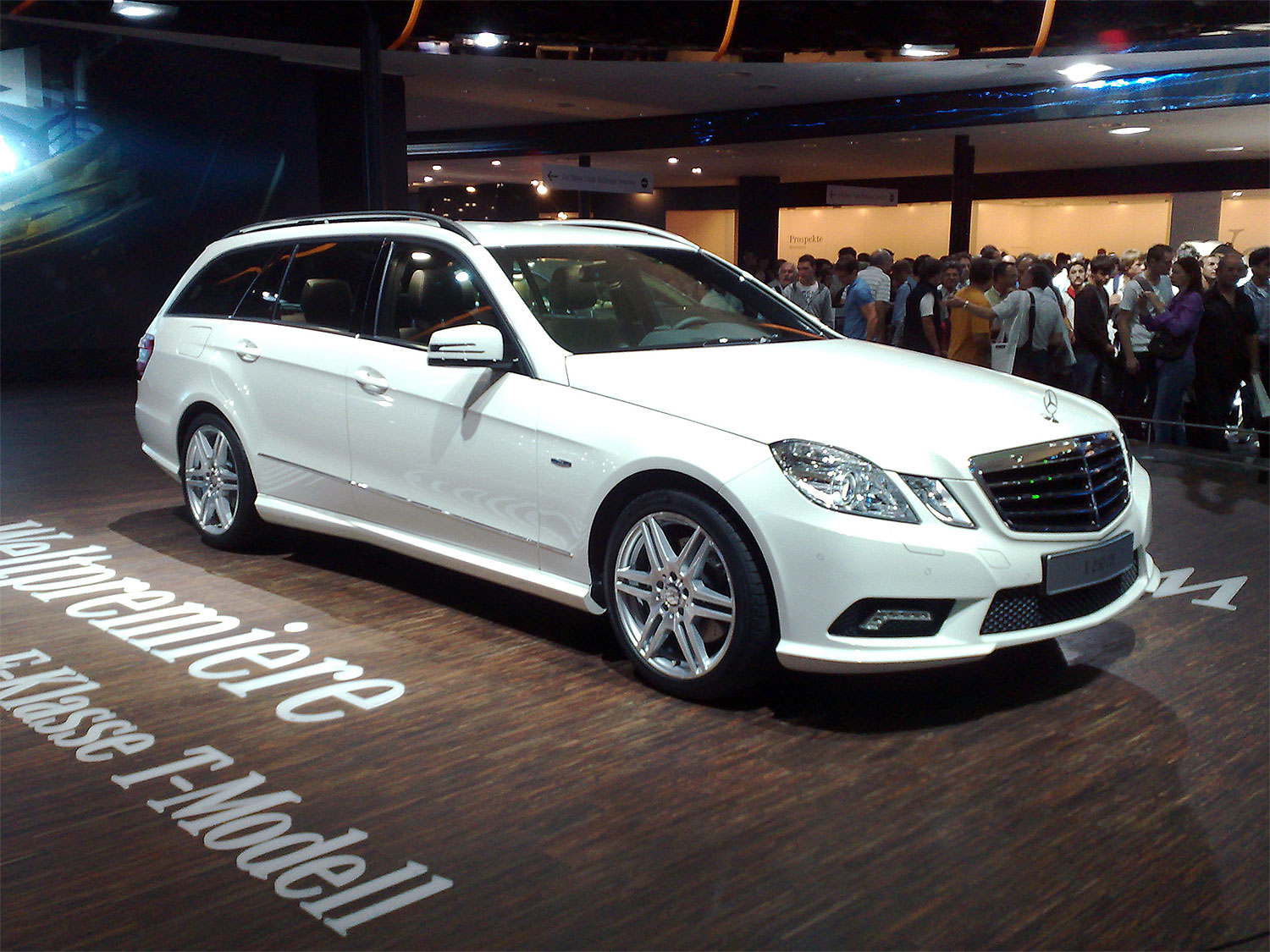
S212 kombi
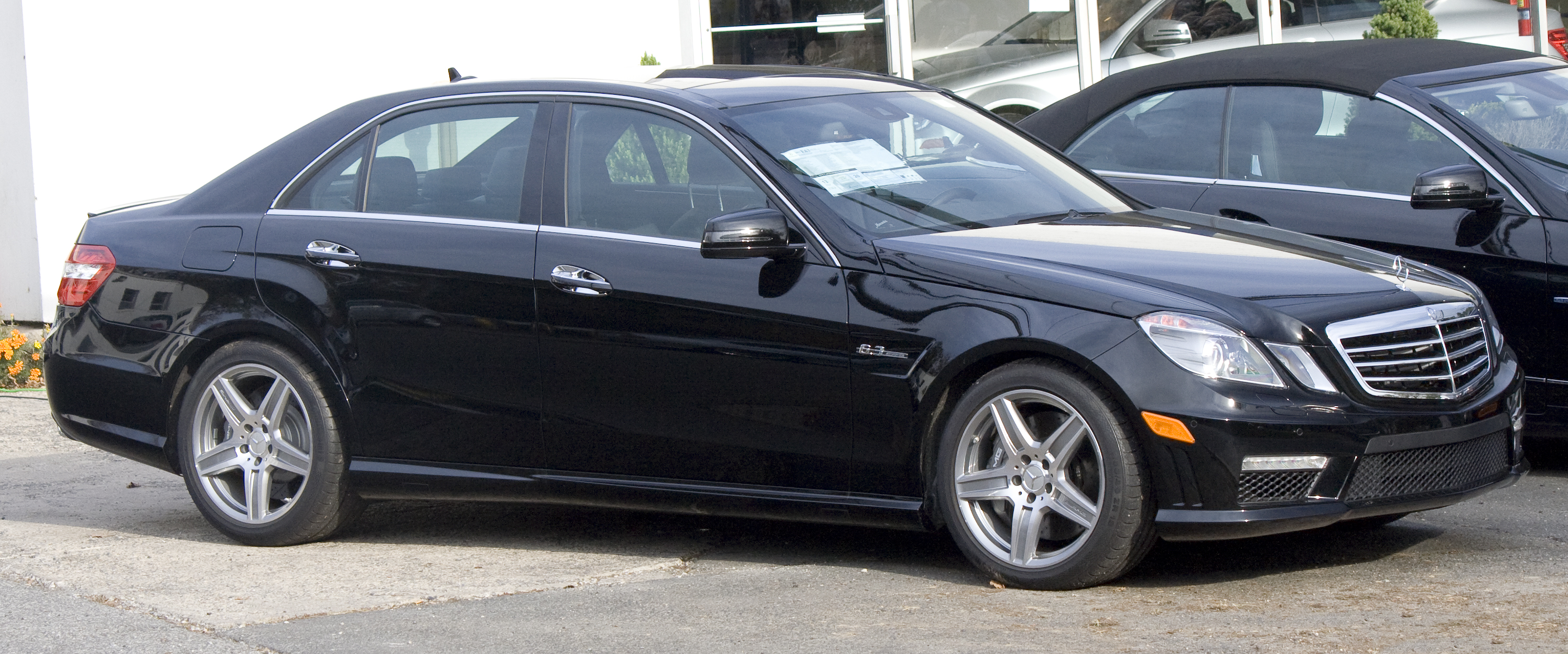
E63 AMG sedan